# Grafton (Wisconsin)
Pour les articles homonymes, voir Grafton.
Grafton est une ville du comté d'Ozaukee dans l'État du Wisconsin, au nord des États-Unis d’Amérique. La commune compte 10 312 habitants en l’an 2000. 